# Miss USA 1998
Miss USA 1998 fue la 47.ª edición del certamen Miss USA correspondiente al año 1998; la cual se realizó en Hirsch Memorial Coliseum en Shreveport, Luisiana. La competencia de las preliminares fue celebrada el 6 de marzo de 1998 y la competencia final fue celebrada el 10 de marzo de 1998. Al final del evento, Brandi Sherwood, Miss USA 1997 de Idaho coronó a Shawnae Jebbia de Massachusetts como su sucesora.
El certamen fue celebrado en Shreveport, Luisiana por segundo año consecutivo; Shreveport también albergó el mismo año el Miss Teen USA. El propietario Donald Trump había sugerido inicialmente que el certamen se celebrase en la Ciudad de Nueva York, sin embargo, se llegó a un acuerdo en 1997 para que el certamen se quedara en Luisiana.  Durante dos semanas las delegadas estuvieron en Shreveport, por la cual la ciudad y las empresas locales se beneficiaron por los trabajos extras que se generaron durante el certamen por la publicidad ofrecida de tres minutos de promoción durante el evento en vivo.  El certamen de Miss USA fue visto por alrededor de 300 millones de personas en todo el mundo.
El certamen fue conducido por la estrella de The Young and The Restless J. Eddie Peck por primera y última vez, y Ali Landry, Miss USA 1996 y Julie Moran, coconductora de Entertainment Tonight, que ofreció los comentarios de color. El trío estadounidense pop She Moves fueron los que proveyeron un espectáculo a la audiencia.  Los productores ejecutivos Susan Winston y Dan Funk fueron escogidos para dar el evento en vivo, por la cadena de televisión CBS.
Durante la competencia, en un segmento pregrabado, Halle Berry, Miss Ohio USA 1986 y primera finalista de Christy Fichtner en Miss USA 1986, se le otorgó el premio de Logro de Distinción por sus logros en la actuación.

## Características interesantes
Por primera vez desde 1993, diez ex delegadas de Miss Teen USA compitieron en el certamen de Miss USA.  También, por segunda vez, en el certamen estuvieron dos ex Miss Teen USA. Shauna Gambill Miss Teen USA 1994 representó California que quedó como primera finalista,  mientras que Jamie Solinger repreesentando Iowa, Miss Teen USA 1992, no clasificó. La primera vez que participaron os Miss Teen USA en Miss USA fue en 1984 cuando Miss Teen USA 1983 y 1984 representaron a "Miss Teen USA" y el año que ganaron la corona. Las dos reinas de bellezas no tenían que ganar los certámenes estatales para poder participar en el certamen de Miss USA 1984 en la cual participaron 53 delegadas.  Esta vez las dos Miss Teen USAs tuvieron que ganar los títulos estatales de sus estados.
También durante este concurso fue primera vez que tres del top cinco fueron delegadas del certamen Miss Teen USA.  La primera finalista  Shauna Gambill fue Miss California USA 1994 y Miss Teen USA 1994, Melanie Breedlove (2.ª finalista) fue Miss Missouri Teen USA 1995 y Melissa Leigh Anderson fue Miss Utah Teen USA 1990.
El premio de Miss Fotogénica fue escogido por una entrevista en Internet por segundo año consecutivo.

## Resultados
| Posiciones        | Candidata |
| ----------------- | --- |
| Miss USA 1998     | - Massachusetts - Shawnae Jebbia |
| Primera finalista | - California - Shauna Gambill |
| Segunda finalista | - Misuri - Melanie Breedlove |

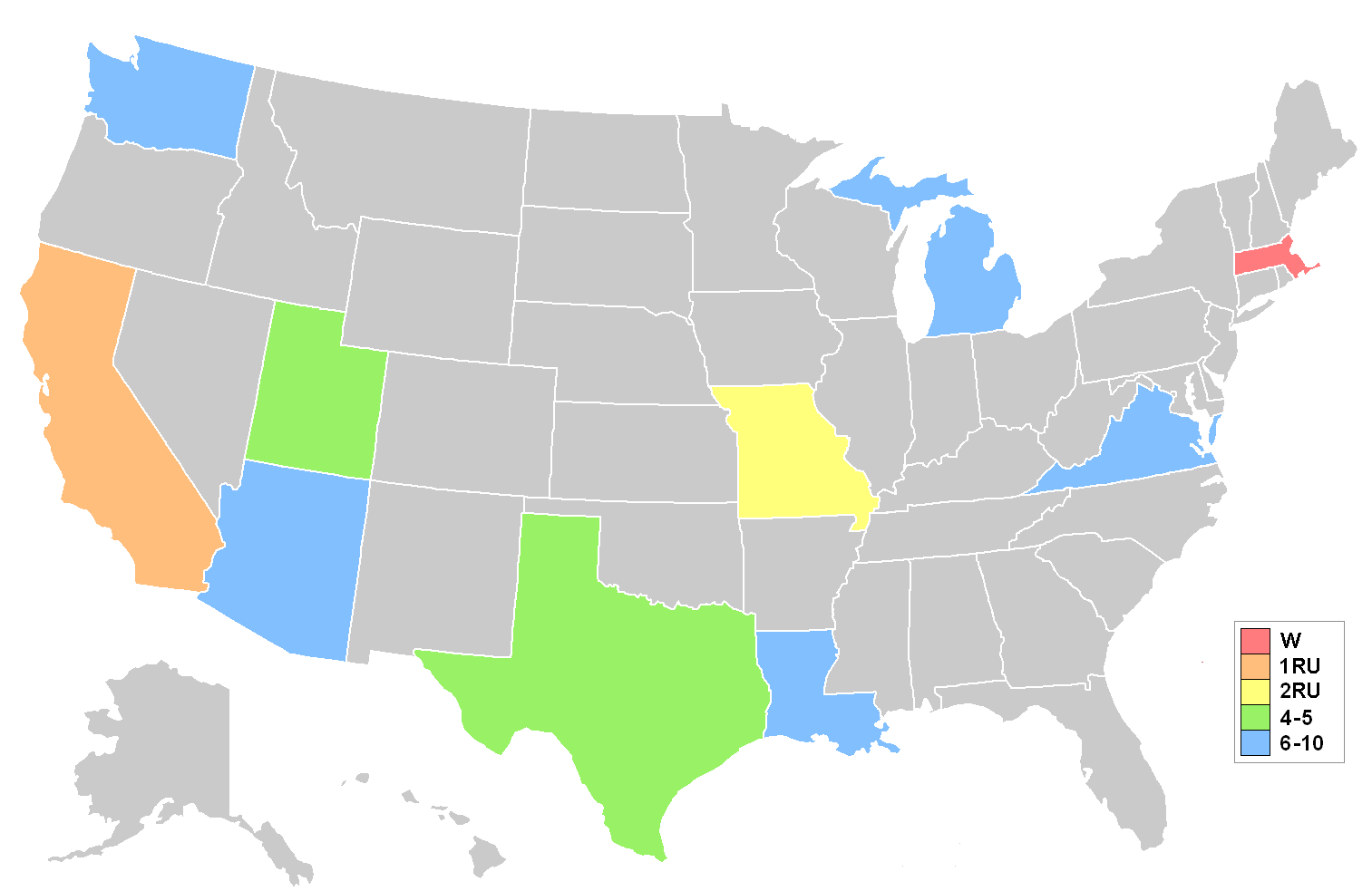
Mapa mostrando las clasificaciones por estado

| Top 5             | - Utah - Melissa Leigh Anderson - Texas - Holly Mills                                                                                             |
| Top 10            | - Arizona - Stacey Kole - Luisiana - Debbie Delhomme - Washington - Natasha Vantramp - Míchigan - Johnelle Ryan - Virginia - Meredith Blankenship |

### Premios especiales
| Premio                 | Candidata                          |
| ---------------------- | ---------------------------------- |
| Miss Simpatía          | - Carolina del Norte - Vera Morris |
| Miss Fotogénica        | - Carolina del Sur - Sonja Glenn   |
| Premio de Estilo       | - Virginia - Meredith Blankenship  |
| Mejor en Traje de Baño | - Massachusetts - Shawnae Jebbia   |

### Puntajes Semifinales
| \| Estado \| Entrevista \| Traje de baño \| Gala \| Promedio \| Finalistas \| \| ------------- \| ---------- \| ------------- \| ---- \| -------- \| ---------- \| \| Massachusetts \| 8.90 \| 9.41 \| 9.65 \| 9.32 \| 9.34 \| \| Misuri \| 9.23 \| 9.33 \| 9.11 \| 9.22 \| 9.28 \| \| Texas \| 9.06 \| 9.15 \| 9.18 \| 9.13 \| 9.01 \| \| California \| 9.07 \| 9.23 \| 9.08 \| 9.12 \| 9.26 \| \| Utah \| 9.12 \| 8.91 \| 8.95 \| 9.00 \| 9.16 \| \| Arizona \| 8.90 \| 8.93 \| 8.86 \| 8.90 \| \| \| Luisiana \| 8.78 \| 8.80 \| 9.05 \| 8.87 \| \| \| Washington \| 8.67 \| 9.04 \| 8.80 \| 8.83 \| \| \| Míchigan \| 8.61 \| 9.08 \| 8.66 \| 8.78 \| \| \| Virginia \| 8.53 \| 8.65 \| 8.83 \| 8.67 \| \| | Ganadora Primera finalista Segunda finalista Finalistas |               |      |          |            |
| Estado | Entrevista                                              | Traje de baño | Gala | Promedio | Finalistas |
| Massachusetts | 8.90                                                    | 9.41          | 9.65 | 9.32     | 9.34       |
| Misuri | 9.23                                                    | 9.33          | 9.11 | 9.22     | 9.28       |
| Texas | 9.06                                                    | 9.15          | 9.18 | 9.13     | 9.01       |
| California | 9.07                                                    | 9.23          | 9.08 | 9.12     | 9.26       |
| Utah | 9.12                                                    | 8.91          | 8.95 | 9.00     | 9.16       |
| Arizona | 8.90                                                    | 8.93          | 8.86 | 8.90     |            |
| Luisiana | 8.78                                                    | 8.80          | 9.05 | 8.87     |            |
| Washington | 8.67                                                    | 9.04          | 8.80 | 8.83     |            |
| Míchigan | 8.61                                                    | 9.08          | 8.66 | 8.78     |            |
| Virginia | 8.53                                                    | 8.65          | 8.83 | 8.67     |            |

## Delegadas
Las delegadas de Miss USA 1998 fueron:
| - Alabama - Paige Brooks - Alaska - Pamela Kott - Arizona - Stacey Kole - Arkansas - Kami Tice - California - Shauna Gambill - Carolina del Norte - Vera Morris - Carolina del Sur - Sonja Glenn - Colorado - Michelle Stanley - Connecticut - Kristina Hughes - Dakota del Norte - Alison Nesemeir - Dakota del Sur - Lori O’Brien - Delaware - Sherri Davis - Distrito de Columbia - Zanice Lyles | - Florida - Jamie Converse - Georgia - Edlyn Lewis - Hawái - Tiffini Hercules - Idaho - Melinda Grasmick - Illinois - Mandy Lane - Indiana - Nicole Llewelyn - Iowa - Jamie Solinger - Kansas - Cammie Morrisseau - Kentucky - Nancy Bradley - Luisiana - Debbie Delhomme - Maine - Kathy Morse - Maryland - Maria Lynn Sheriff - Massachusetts - Shawnae Jebbia | - Míchigan - Johnelle Ryan - Minnesota - Josan Hengen - Misisipi - Angela Whatley - Misuri - Melanie Breedlove - Montana - Reno Wittman - Nebraska - Jennifer Naro - Nevada - Tammie Rankin - Nueva Jersey - Kelli Parz - Nueva York - Susan Wisdom - Nuevo Hampshire - Nadia Semerdjiev - Nuevo México - Maya Strunk - Ohio - Cynthia Madden - Oklahoma - Anne-Marie Dixon | - Oregón - Kara Jones - Pensilvania - Kimberly Jaycox - Rhode Island - Connie Harrolle - Tennessee - Amy Neely - Texas - Holly Mills - Utah - Melissa Leigh Anderson - Vermont - Cathy Bliss - Virginia - Meredith Blankenship - Virginia Occidental - Susan Booth - Washington - Natasha Vantramp - Wisconsin - Michelle Altman - Wyoming - Megan Wigert |

## Curiosidades
Once delegadas compitieron en los certámenes de Miss Teen USA y Miss America.
Las delegadas que anteriormente tuvieron los títulos estatales de Miss Teen USA:
- Melissa Leigh Anderson (Utah) - Miss Utah Teen USA 1990
- Catherine Bliss (Vermont) - Miss New York Teen USA 1990
- Nicole Llewellen (Indiana) - Miss Indiana Teen USA 1992 (Semifinalista en Miss Teen USA 1992)
- Jamie Solinger (Iowa) - Miss Iowa Teen USA 1992, Miss Teen USA 1992
- Tammie Rankin (Nevada) - Miss Nevada Teen USA 1993
- Melanie Breedlove (Misuri) - Miss Missouri Teen USA 1993
- Kelli Paarz (Nueva Jersey) - Miss New Jersey Teen USA 1994  (Semifinalista en Miss Teen USA 1994)
- Shauna Gambill (California) - Miss California Teen USA 1994, Miss Teen USA 1994
- Allison Nesemeier (Dakota del Norte) - Miss North Dakota Teen USA 1994
- Anne-Marie Dixon (Oklahoma) - Miss Illinois Teen USA 1995  (Finalista en Miss Teen USA 1995)

Las delegadas que anteriormente tuvieron los títulos estatales de Miss America:
- Michelle Stanley (Colorado) - Miss Colorado 1996